# Antón Chéjov
Antón Pávlovich Chéjov (en ruso: Анто́н Па́влович Че́хов, romanización Anton Pavlović Ćehov; Taganrog, Imperio ruso, 17 de enerojul./ 29 de enero de 1860greg.-Badenweiler, Imperio alemán, 2 de juliojul./ 15 de julio de 1904greg.) fue un cuentista, dramaturgo y médico ruso. Encuadrado en las corrientes literarias del realismo y el naturalismo, fue un maestro del relato corto, y es considerado uno de los más importantes autores del género en la historia de la literatura.
Como dramaturgo, Chéjov se encontraba en el naturalismo, aunque contaba con ciertos toques del simbolismo. Sus piezas teatrales más conocidas son La gaviota (1896), Tío Vania (1897), Las tres hermanas (1901) y El jardín de los cerezos (1904). En ellas Chéjov ideó una nueva técnica dramática que él llamó «de acción indirecta», fundada en la insistencia en los detalles de caracterización e interacción entre los personajes más que el argumento o la acción directa, de forma que en sus obras muchos acontecimientos dramáticos importantes tienen lugar fuera de la escena y lo que se deja sin decir muchas veces es más importante que lo que los personajes dicen y expresan realmente. La mala acogida que tuvo su obra La gaviota en el año 1896 en el teatro Aleksandrinski de San Petersburgo casi lo desilusionó del teatro, pero esta misma obra obtuvo su reconocimiento dos años después, en 1898, gracias a la interpretación del Teatro del Arte de Moscú, dirigido por el director teatral Konstantín Stanislavski, quien repitió el éxito para el autor con Tío Vania, Las tres hermanas y El jardín de los cerezos.
Al principio, Chéjov escribía simplemente por razones económicas, pero su ambición artística fue creciendo al introducir innovaciones que influyeron poderosamente en la evolución del relato corto. Su originalidad consiste en el uso de la técnica del monólogo —adoptada más tarde por James Joyce y otros escritores del modernismo anglosajón— y por el rechazo de la finalidad moral presente en la estructura de las obras tradicionales. No le preocupaban las dificultades que esto último planteaba al lector, porque consideraba que el papel del artista es realizar preguntas, no responderlas. Chéjov compaginó su carrera literaria con la medicina; en una de sus cartas, escribió al respecto: «La medicina es mi esposa legal; la literatura, solo mi amante».
Según el escritor estadounidense E. L. Doctorow, Chéjov posee la voz más natural de la ficción: «Sus cuentos parecen esparcirse sobre la página sin arte, sin ninguna intención estética detrás de ellos. Y así uno ve la vida a través de sus frases».

## Biografía

### Primeros años
Chéjov nació en Taganrog, el puerto principal del mar de Azov. Su abuelo, Yegor Mijáilovich Chéjov, fue un antiguo y muy digno siervo o muzhik que ahorró céntimo a céntimo 875 rublos, la cantidad necesaria para poder comprar su libertad y la de sus cuatro hijos en 1841. Su padre, Pável Yegórovich Chéjov, director del coro de la parroquia y devoto cristiano ortodoxo, pero violento y demasiado entregado al alcohol, impartió a sus seis hijos, de los cuales Antón era el tercero, una disciplina férrea, que a veces adquiría rasgos despóticos, obligándolos a asistir al coro, a trabajar en el negocio familiar y a estudiar simultáneamente. Ese fue uno de los motivos por los que Chéjov siempre fue un amante de la libertad y de la independencia. La madre de Chéjov, Yevguéniya Yákovlevna, cuyo apellido de soltera era Morózova, era una gran cuentacuentos, y entretenía a sus hijos con historias de sus viajes junto a su padre, un comerciante de telas, por toda Rusia.

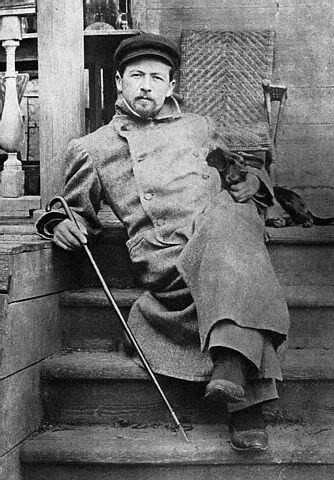
Chéjov en 1897 en Mélijovo.

El padre de Chéjov empezó a padecer serias estrecheces económicas en 1875, su negocio quebró y se vio forzado a huir a Moscú para evitar la cárcel. Hasta que no concluyó el bachillerato en 1879, Antón no pudo reunirse allí con su familia; comenzó a estudiar Medicina en la Universidad de Moscú y, para ayudar en casa y sufragar también sus estudios pane lucrando, Chéjov empezó a escribir relatos humorísticos cortos y caricaturas de la vida en Rusia bajo el pseudónimo de «Antosha Chejonté», sin demasiada veneración por el pueblo ruso o las austeras ideas tolstoianas; por eso escribió: «Algo me dice que hay más amor a la humanidad en la energía eléctrica y la máquina de vapor que en la castidad y la negativa a comer carne». No pretendía aportar un mensaje nuevo o «encantar» afectadamente, y con ese fresco descaro y falta de prejuicios fue desarrollando un género que llegará a dominar como pocos, constituyéndose en uno de los referentes del mismo de toda la literatura universal, junto con Edgar Allan Poe, Guy de Maupassant, Jorge Luis Borges y Leopoldo Alas. Los publicaba bajo mil pseudónimos y a lo largo de toda su vida, de suerte que todavía desconocemos cuántas historias escribió Chéjov en total, aunque sí se sabe que ganó con rapidez fama de buen cronista de la vida rusa. Carta a un vecino erudito fue el primero, y el último La novia. Frente al humor y brevedad de los primeros, los últimos son largos, tristes y melancólicos. Ninguna palabra sobra en ellos. Esta economía de elementos es conocida en la técnica del relato corto como arma de Chéjov.

### Carrera
Chéjov se hizo médico en 1884 y ejerció sucesivamente en los pueblos de Voskresensk, Zvenígorod y Bákino (gobernación de Tula), pero siguió escribiendo para diferentes semanarios. En 1885, comenzó a colaborar con la Peterbúrgskaya Gazeta con artículos más elaborados que los que había redactado hasta entonces. En diciembre de ese mismo año, fue invitado a colaborar en uno de los periódicos más respetados de San Petersburgo, el Nóvoye Vremia (Tiempo Nuevo). En 1886, Chéjov se había convertido ya en un escritor de renombre. Ese mismo año publicó su primer libro de relatos, Cuentos de Melpómene. Al año siguiente estrenó su drama Ivánov y ganó el Premio Pushkin gracias a la colección de relatos cortos Al anochecer; su nueva colección, La estepa (1888), fue igualmente bien acogida.
En 1887, a causa de los primeros síntomas de la tuberculosis que acabaría con su vida, Chéjov viajó hasta Ucrania. A su regreso se reestrenó en Moscú su obra La gaviota; la obra había sido un fracaso un año antes en el (imperial) Teatro Aleksandrinski de San Petersburgo y el resonante éxito que cosechó fue debido en gran medida a la compañía del Teatro de Arte de Moscú que, dirigida por el genial actor y director de escena Konstantín Stanislavski, se había visto en la necesidad, para extraer toda la significación contenida en el texto creado por Chéjov, de crear un método interpretativo radicalmente nuevo que rompía con el tono declamatorio del teatro anterior y establecía los nuevos principios de subtexto y cuarta pared para expresar de manera adecuada las tribulaciones interiores y los sentimientos íntimos que caracterizaban a los personajes del drama psicológico y simbolista de Chéjov.

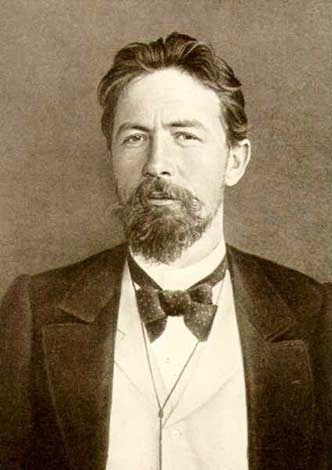
Chéjov en 1900.

Antón Pávlovich escribió tres obras más para esta compañía: Tío Vania (1897), Las tres hermanas (1901) y El jardín de los cerezos (1904), todas ellas grandes éxitos, y durante sus ensayos conoció a una actriz de la compañía, Olga Knipper, que será su esposa a partir de 1901. En el ínterin, sin embargo, y deshecho por el fallecimiento de su hermano Nikolái había conseguido autorización para la experiencia más importante de su vida, el viaje en 1890 a las kátorgas de la isla de Sajalín, la más oriental del Imperio ruso, en apariencia con libertad, aunque las autoridades procuraron limitar hábil y discretamente el campo de sus investigaciones. Se documentó muchísimo antes de su «viaje al infierno», como el propio escritor definió, al siniestro destino reservado a miles de condenados. Aquel interminable viaje, equivalente a menudo a una expedición polar cuya ida duraba ochenta y dos días, cuando aún no existía el ferrocarril transiberiano y debía hacerse en coches de caballos, vapores y precarios carruajes, y su regreso a Moscú por el trayecto más largo a través del océano Índico y Ceilán (que acaso Chéjov eligió para curarse de recientes horrores los ojos y el alma) perjudicó considerablemente su salud cuando ya se hallaba afectada por la tisis y, en cambio, le proporcionó la certidumbre que necesitaba para afirmarse plenamente en sus convicciones. No se dejó engañar por los guías: la cárcel, en la brillante sociedad rusa de la época, no era una necesidad lamentable y lamentada como pretendían los altos funcionarios satisfechos, sino la consecuencia lógica de un régimen de despotismo y el fundamento de un orden despiadado. El libro que escribió sobre su experiencia en la isla del penal es probablemente la obra que más trabajo le dio y tardaría casi cinco años en publicarlo, en 1895.
Fuera de esta faceta como autor teatral, Chéjov continuaba destacando como autor de relatos, creando unos personajes atribulados por sus propios sentimientos, que constituyen una de las más acertadas descripciones del abanico de variopintas personas de la Rusia zarista de finales del siglo XIX y principios del XX. Entre ellos cabe destacar el relato Los campesinos, de 1897, por su realista descripción de los personajes de la dura vida rural rusa; el inquietante La sala número seis, de 1892, y el apasionado La dama del perrito, publicado en 1899, que surgió como contraposición a Anna Karénina, de Tolstói, ya que el propio autor afirmó que no deseaba «mostrar una convención social, sino mostrar a unos seres humanos que aman, lloran, piensan y ríen. No podía censurarlos por un acto de amor». También quería con sus escritos hacer una crítica social de la clase alta y para ello usó personajes y frases incisivas que hacían a sus lectores reflexionar sobre la sociedad en que vivían. Por ejemplo, su relato corto Boba (o Cobarde, Размазня en ruso, A Nincompoop en inglés) culmina con la frase «qué fácil es derrotar al débil en este mundo». Con ello demostraba que solo las personas poderosas son libres para controlar el destino de quienes dependen de ellos para sobrevivir. Al respecto de los personajes de Chéjov, Léon Thoorens afirma:
Sus análisis psicológicos se reducen siempre al mismo lema: la desgracia de los seres humanos es consecuencia de su cobardía ante ellos mismos. Cada existencia está fundamentada en la intimidad, y si algunas veces conserva su secreto es signo de grandeza y heroísmo, pero casi siempre esa intimidad es tan lastimosa y nimia que pretender mantenerla es signo de necedad. Este esquema analítico se puede aplicar a La gaviota, a El jardín de los cerezos y a los héroes grises y opacos de muchas de sus narraciones.
El anarquista Kropotkin describe el alcance de la escritura de Chéjov con:
Nadie mejor que Chéjov ha representado el fracaso de la naturaleza humana en la civilización actual y, más especialmente, el fracaso del hombre culto ante lo concreto de la vida cotidiana.

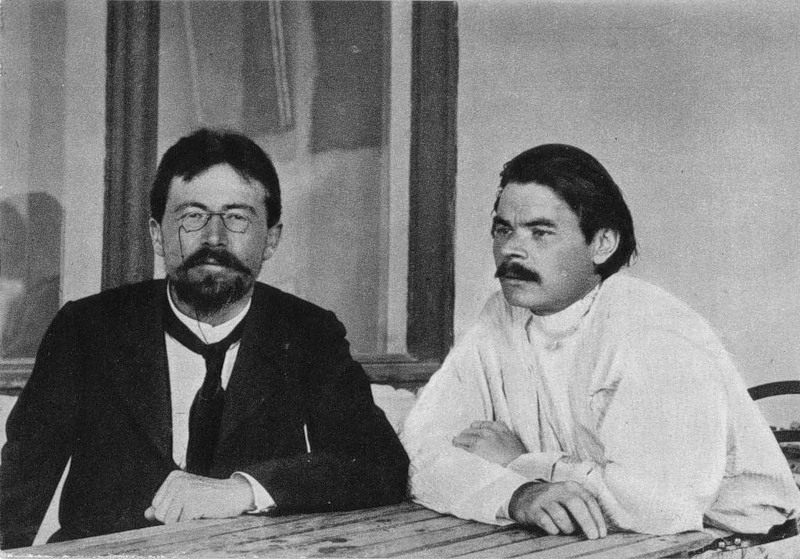
Chéjov (izq.) y Máximo Gorki (dcha.) en Yalta en 1900.

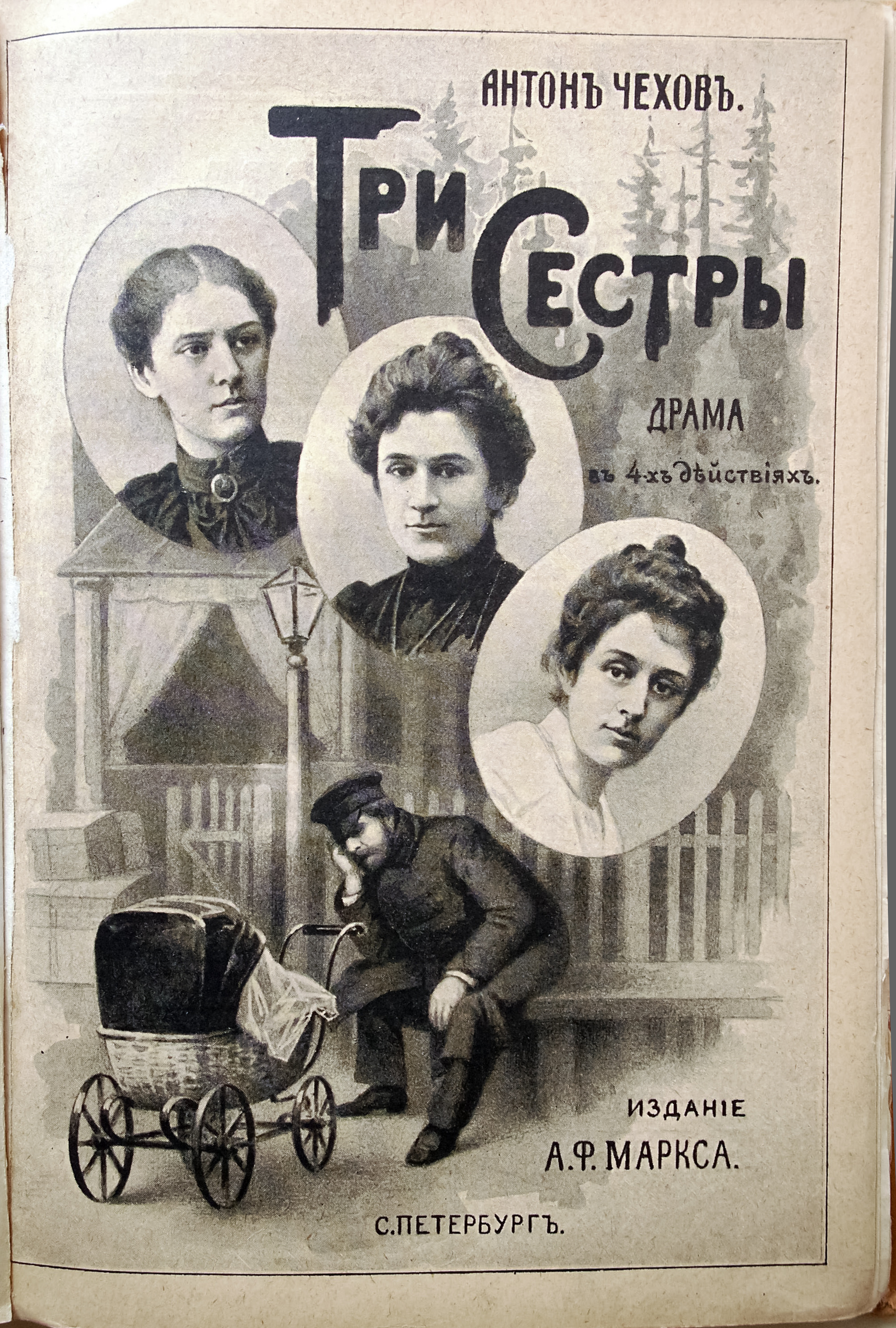
Portada de la primera edición de Las tres hermanas con los retratos de las actrices del estreno teatral; 1901.

En 1891, hizo su primer viaje a Europa en compañía de su editor Alekséi Suvorin, y en seis semanas visitaron Viena, Venecia, Bolonia, Florencia, Roma, Nápoles, Niza y París; en esta última ciudad rompió con Suvorin a causa de la postura de su periódico Nóvoie Vremia en el asunto Dreyfus: Chéjov apoyó por entero a Émile Zola, aunque apenas lo estima como escritor. En 1892, se compró un terreno y una casa en Mélijovo a setenta kilómetros al sur de Moscú y se trasladó a ella con sus padres. Trabajó como médico para prevenir una epidemia de cólera. En 1894, hizo un segundo viaje a Yalta y en 1895 tuvo su primer encuentro con León Tolstói y publicó como libro La isla de Sajalín. En 1896, construyó la primera de tres escuelas en la zona de Mélijovo; es el año del estreno primero y desastroso de La gaviota en el Teatro Imperial Aleksandrinski de San Petersburgo. En 1897, cayó gravemente enfermo y publicó Los campesinos, cuya cruda visión de la vida rural causó furor; pasó el invierno en Niza reponiéndose y se interesó por el caso Dreyfus. En 1898, murió su padre, conoció a Olga Knipper y se dedicó a recaudar fondos para paliar la hambruna que había provocado la pérdida de las cosechas en Samara. Consiguió, con la ayuda de los maestros, clérigos y miembros de la Cruz Roja locales, suministrar más de 412 000 comidas a 3000 niños de la región. Es el año del éxito en el reestreno de La gaviota por la compañía del Teatro de Arte de Moscú dirigida por Konstantín Stanislavski.
A fin de recuperarse de su tuberculosis, Chéjov vendió la casa de Mélijovo en las cercanías de Moscú y se compró otra en la balnearia ciudad de Yalta, en Crimea, para reponerse en compañía de su familia (incluida su madre, que estaba tan enferma como él y con la que había vivido casi toda su vida y a la que estaba muy unido), una cocinera y el perro teckel de Olga, Schnap, recibiendo ocasionalmente la visita de su hermana, de su nuevo joven amigo el escritor Máximo Gorki y otras francamente latosas a las que con demasiada frecuencia tenía que hospedar. Adoptó a dos perros más, Túzik y Kashtanka, pero a este último se lo llevó un médico amigo y fue sustituido por otro, Shárik, para aliviar el enorme disgusto de la cocinera. A comienzos de 1899, abandonó a su editor Suvorin, con el que estaba muy descontento también por los hechos ya referidos, y firmó un contrato leonino con el editor alemán Adolf Marx para publicar sus Obras completas por setenta y cinco mil rublos, cifra enorme para la época, pero que aun así se reveló mal negocio para Chéjov. Asimismo recaudó fondos para construir un sanatorio de tuberculosos y fue elegido miembro de la Sección de Letras de la Academia de la Ciencia el 17 de enero de 1900, aunque dimitirá dos años más tarde cuando se prohibió la designación a su amigo Gorki a causa de sus actividades subversivas. Visitó a León Tolstói y viajó con Máximo Gorki por el Cáucaso. El 25 de mayo de 1901, contrajo matrimonio con la actriz Olga Leonárdovna Knipper, que había actuado en sus obras, y en febrero de 1902 concluyó su penúltimo relato, El obispo, en cuyo enfermo protagonista, el obispo Piotr, es fácil reconocer al propio escritor. 
Los críticos (Skabichevski, Mijáilovski, la redacción de la revista Rússkaya mysl) lo llamaban "mirón de insectos", "profeta de la objetividad" e "indiferente". Lo acusaban de escribir anécdotas, minucias y naderías, de distanciamiento, frialdad y nula emoción respecto a sus personajes, de falta de un compromiso social claro. Chéjov se reafirmó sin embargo en su estética:

Es cierto que tengo tendencia a equilibrar los más y los menos y que esto puede parecer sospechoso. Pero no intento equilibrar el conservadurismo con el liberalismo porque ese no me parece el problema de fondo. Trato de equilibrar la mentira y la verdad de mis personajes [...] El autor no tiene por qué ser juez de los personajes ni de lo que estos dicen; solo debe ser un testigo imparcial

### Fallecimiento

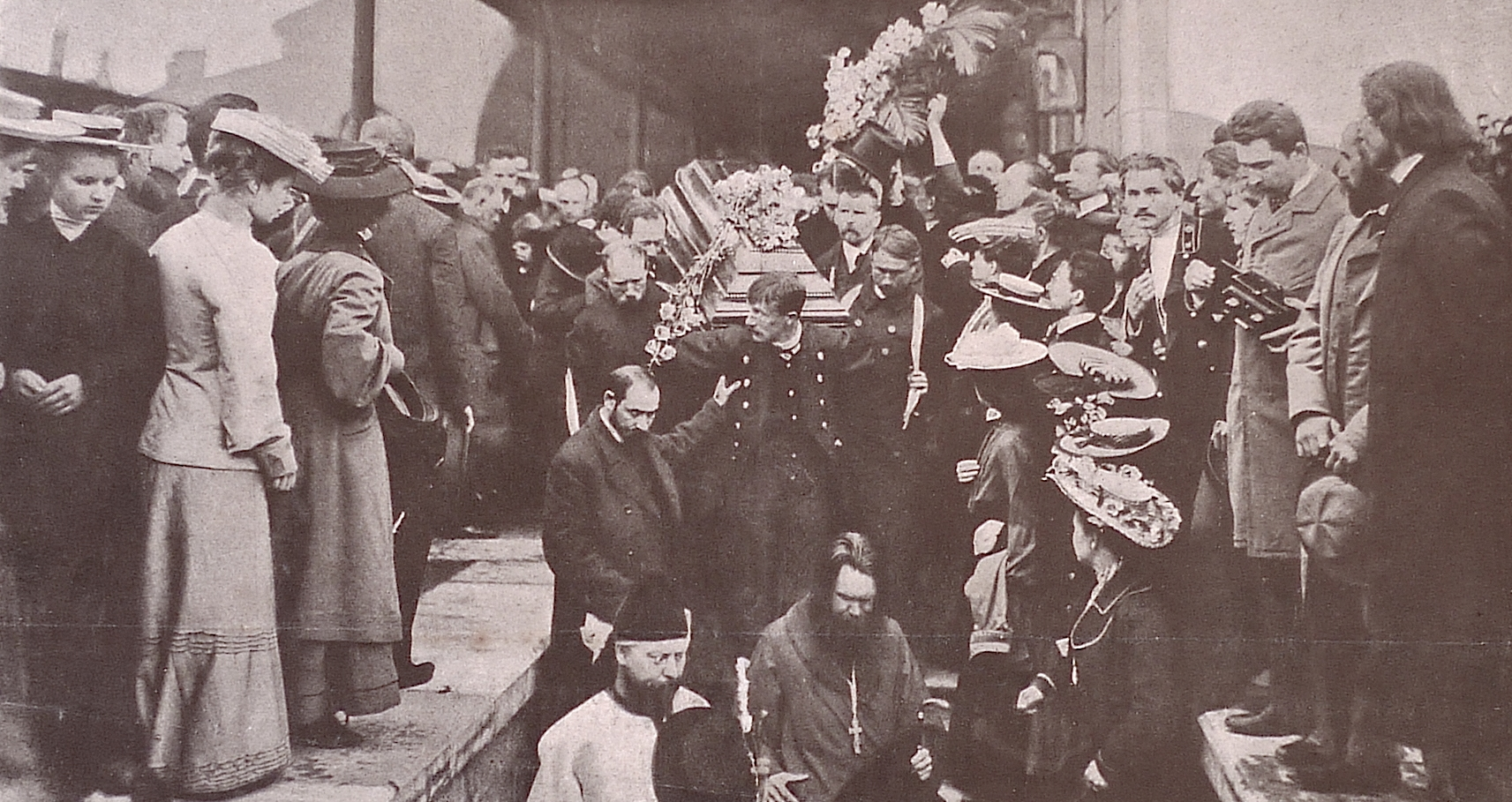
El féretro con el cuerpo de Chéjov llegando a la Estación Nikoláievski de Moscú (1904).

Chéjov había pasado gran parte de sus cuarenta y cuatro años gravemente enfermo a causa de la tuberculosis que contrajo de sus pacientes a finales de 1880. La enfermedad lo obligaba a pasar largas temporadas en Niza (Francia) y posteriormente en Yalta (Crimea), ya que el clima templado de estas zonas era preferible a los duros inviernos rusos.
En mayo de 1904, ya se encontraba gravemente enfermo, por lo que el 3 de junio se trasladó junto con su mujer Olga al spa alemán de Badenweiler, en la Selva Negra. Desde allí escribió cartas a su hermana María Chéjova (Masha), en las que se podía apreciar que Chéjov estaba más animado. En ellas describía las comidas que le servían y los alrededores, y aseguraba que se estaba recuperando. En la última carta que llegó a redactar se quejaba del modo de vestir de las mujeres alemanas. Falleció el 15 de julio de 1904.
Su cuerpo fue trasladado a Moscú en un vagón de tren refrigerado que se usaba para transportar ostras, hecho que disgustó mucho a Máximo Gorki. Está enterrado junto a su padre en el cementerio Novodévichi en Moscú.

### Legado

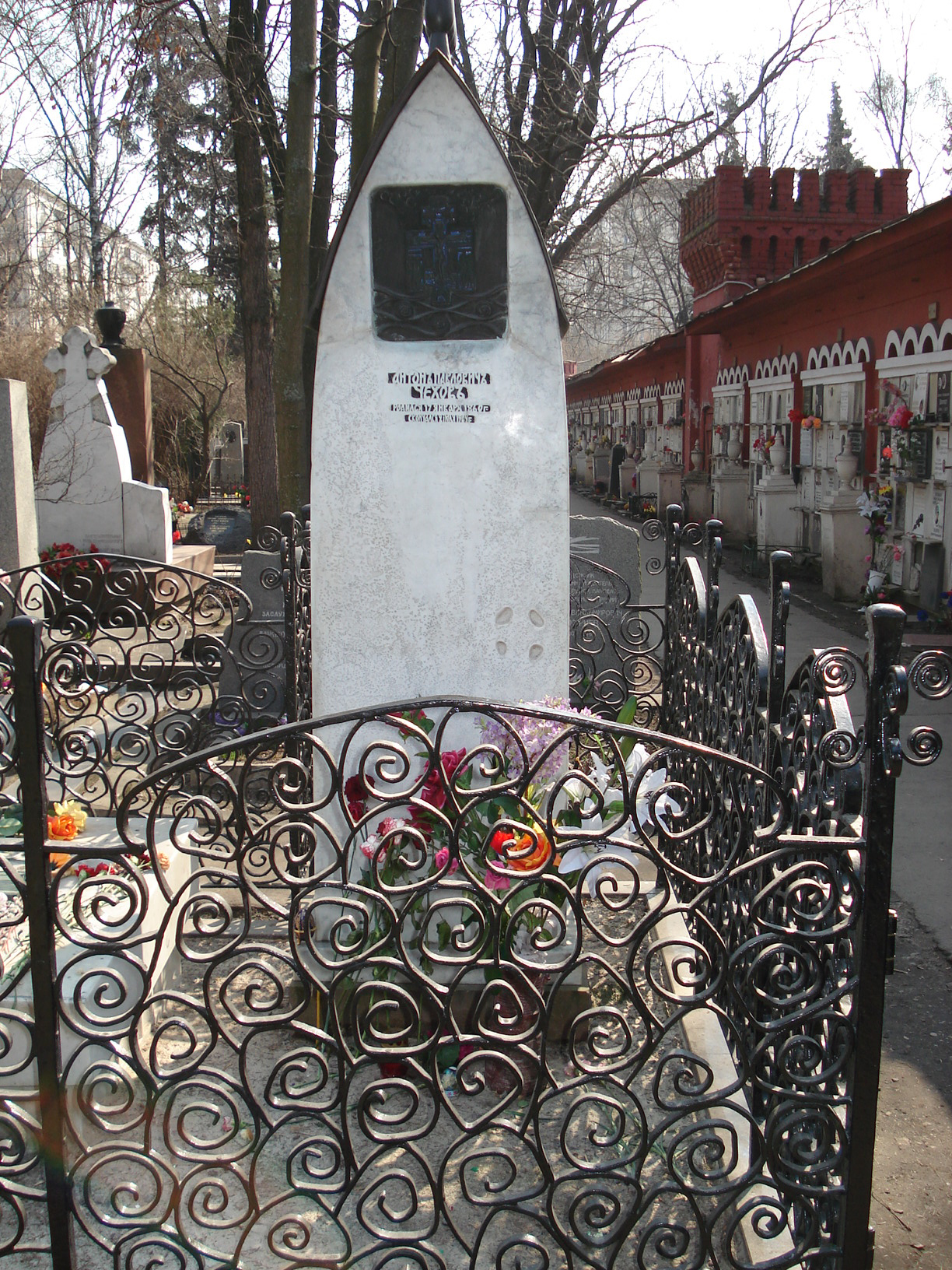
Tumba de Chéjov en el Cementerio Novodévichi (Moscú).

Si bien Chéjov ya era reconocido en Rusia antes de su muerte, no se hizo internacionalmente reconocido y aclamado hasta los años posteriores a la Primera Guerra Mundial, cuando las traducciones de Constance Garnett al inglés ayudaron a popularizar su obra. Las mismas se hicieron tremendamente famosas en Inglaterra en la década de 1920 y se convirtieron en todo un clásico de la escena británica. En los Estados Unidos, autores como Tennessee Williams, Raymond Carver o Arthur Miller utilizaron técnicas de Chéjov para escribir algunas de sus obras y fueron influidos por él.
Para el escritor uruguayo Eduardo Galeano, Chéjov «escribió como diciendo nada. Y dijo todo».

## Obras

### Cuento
- 1884: Cuentos de Melpómene
- 1886: Relatos abigarrados
- 1887: En el crepúsculo
- 1887: Discursos inocentes
- 1888: Cuentos
- 1889: Los niños
- 1890: Gente sombría
- 1893: La sala número seis
- 1894: Relatos y cuentos
- 1897: Campesinos y Mi vida

### Teatro

#### En cuatro actos
- 1887: Ivánov
- 1889: El espíritu del bosque (primera versión de Tío Vania)
- 1896: La gaviota
- 1899: Tío Vania
- 1901: Las tres hermanas
- 1904: El jardín de los cerezos
- 1923: Platónov

#### En un acto
- 1884: En el camino real
- 1886: Sobre el daño que hace el tabaco
- 1887: El canto del cisne
- 1888: El oso
- 1888: Petición de mano
- 1889: Un trágico a pesar suyo
- 1889: La boda
- 1889: Tatiana Répina
- 1891: La noche antes del juicio
- 1891: El aniversario

### Crónica
- 1895: La isla de Sajalín[13][14]

### Miscelánea
- 1921: Cuaderno de notas[n. 1]
- 2002: Sin trama y sin final
- 2005: Unos buenos zapatos y un cuaderno de notas. Cómo hacer un reportaje[n. 2]
- 2008: Correspondencia (1899-1904), con Olga Knipper
- 2019: Sobre literatura y vida. Cartas, opiniones y pensamientos

## Obras sobre Chéjov

### Biografías
- 1946: La vida de Chéjov, de Irène Némirovsky
- 1968: Chéjov. El médico escritor, de Enrique Salgado
- 1984: Chéjov, de Henri Troyat
- 1986: El otro jardín. Vida y obra de Antón Chéjov, de Heino Zernask
- 1989: Antón Chéjov. Vida a través de las letras, de Natalia Ginzburg
- 1997: Antón Chéjov. Una vida, de Donald Rayfield

### Testimonios
- 2010: Chéjov en vida. Una biografía en documentos, de Ígor Sujij

### Ensayos
- 2001: Leyendo a Chéjov, de Janet Malcolm

### Filmografía
- 1959: Exageró la nota. Cortometraje de dibujos animados producido por los estudios Soyuzmultfilm y dirigido por Vladímir Degtiariov.[26]